# 미르 (공동체)

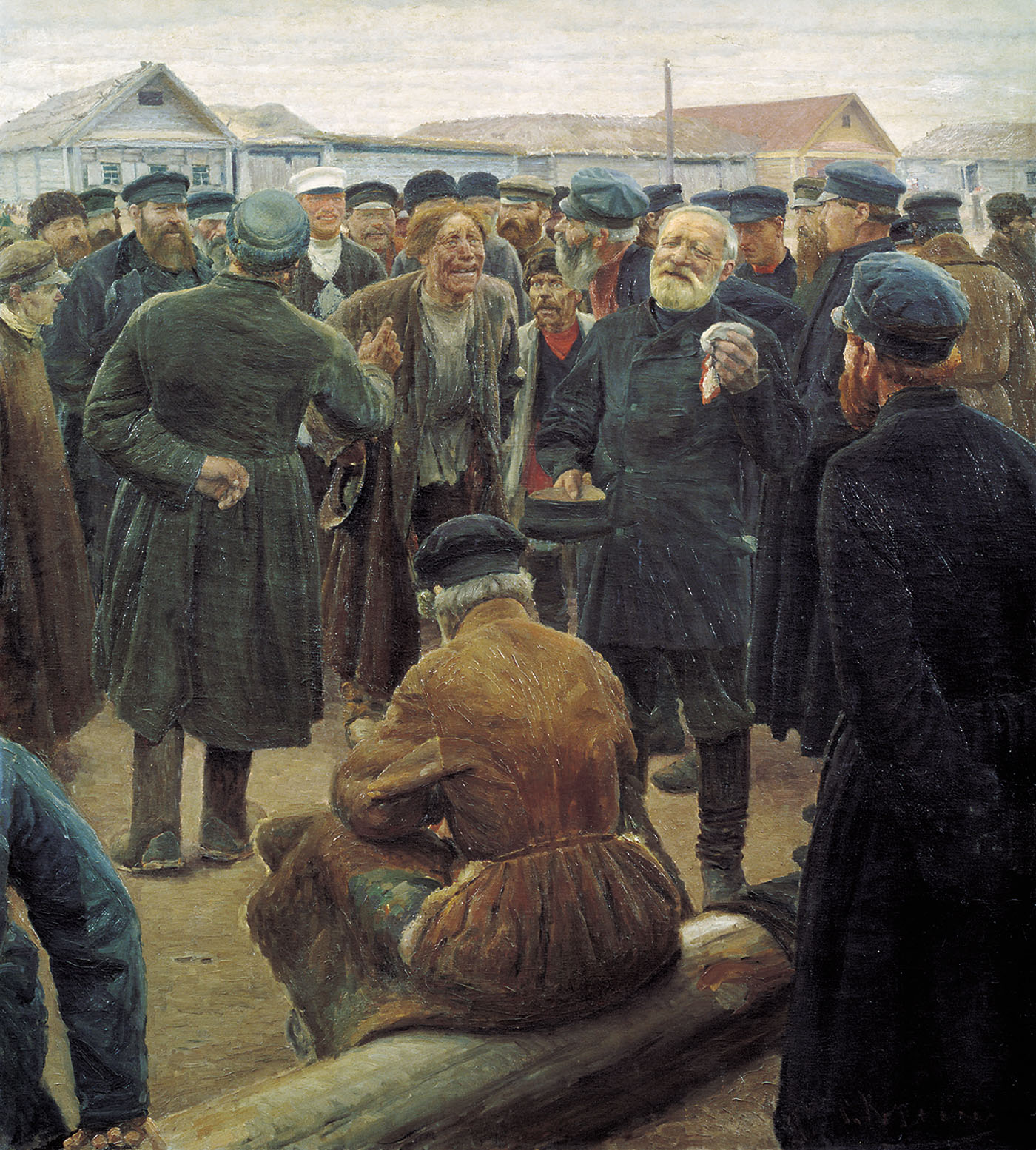

미르(러시아어: мир)는 러시아의 농촌 공동체이다. 농민 보유지(保有地)는 관습을 좇아 일정 기간씩 재분할하여 경작해 왔으므로, 납세에 대해서 농민은 연대 책임을 졌다. 1861년 알렉산드르 2세의 농노 해방 때 토지 공유(共有)의 새로운 주체로서 미르가 채용되었는데, 동시에 행정의 최말단에 재편되었다. 그러나 그 법제적(法制的) 근거가 1906년 스톨리핀의 농지개혁법으로 상실되어, 토지의 사유제(私有制)가 진전되고, 다른 면에서는 몰락 농민이 된 임금 노동자 계급(賃金勞動者階級)이 사회적으로 성장하기 시작하였다. 일찍이 나로드니키는 미르에 의거하여 사회 혁명을 달성하려고 했으나 실패했다.

## 같이 보기
- 콜호스
- 옵슈티나
- 리처드 파이프스

## 참고 자료
- 이 문서에는 다음커뮤니케이션(현 카카오)에서 GFDL 또는 CC-SA 라이선스로 배포한 글로벌 세계대백과사전의 내용을 기초로 작성된 글이 포함되어 있습니다.